# Druga crnogorska fudbalska liga 2013-2014
La Druga crnogorska fudbalska liga 2013-2014 (seconda lega calcistica montenegrina 2013-2014), conosciuta semplicemente anche come 2.CFL 2013-2014, è stata la 8ª edizione di questa competizione, la seconda divisione del campionato montenegrino di calcio.

## Stagione

### Avvenimenti
Al campionato sono iscritte 12 squadre. Nella edizione precedente è stato promosso il Dečić, retrocesse Iskra Danilovgrad e OFK Bar.

Sono state sostituite da Jedinstvo Bijelo Polje (retrocessa dalla 1.CFL 2012-2013), Kom e Cetinje (promosse dalla 3.CFL 2012-2013 dopo gli spareggi fra le vincitrici dei gironi, il Pljevlja è la squadra esclusa).

### Formula
In stagione le squadre partecipanti sono 12: 1 che è retrocessa dalla 1.CFL, 9 che hanno mantenuto la categoria e 2 promosse dalla 3.CFL.
Le 12 squadre disputano un girone andata-ritorno; al termine delle 22 giornate ne disputano ancora 11 secondo uno schema prefissato (totale 33 giornate), al termine di queste:
- La prima classificata viene promossa in 1.CFL 2014-2015
- Seconda e terza classificata vanno agli spareggi contro penultima e terzultima di 1.CFL 2013-2014
- Le ultime due classificate vengono retrocesse in 3.CFL 2014-2015

## Squadre
| Club          | Città        | Stadio                   | Posizione 2012-2013                    |
| ------------- | ------------ | ------------------------ | -------------------------------------- |
| Jedinstvo     | Bijelo Polje | Gradski stadion Nikoljac | 12º in 1. CFL                          |
| Bokelj        | Cattaro      | Stadion pod Vrncem       | 2º in 2. CFL                           |
| Zabjelo       | Podgorica    | Stadion Zabjelo          | 3º in 2. CFL                           |
| Bratstvo      | Podgorica    | Stadion Ljajkovići       | 4º in 2. CFL                           |
| Igalo         | Castelnuovo  | Stadion Solila           | 5º in 2. CFL                           |
| Jezero        | Plav         | Stadion pod Racinom      | 6º in 2. CFL                           |
| Berane        | Berane       | Gradski Stadion          | 7º in 2. CFL                           |
| Ibar          | Rožaje       | Stadion Bandžovo Brdo    | 8º in 2. CFL                           |
| Zora          | Spuž         | Gradski stadion          | 9º in 2. CFL                           |
| Arsenal Tivat | Teodo        | Stadion u Parku          | 10º in 2. CFL                          |
| Kom           | Podgorica    | Stadion Zlatica          | 1º in 3. CFL Centro, 1º negli spareggi |
| Cetinje       | Cettigne     | Stadion Obilića Poljana  | 1º in 3. CFL Sud, 2º negli spareggi    |

## Classifica
|  | Pos. | Squadra                | Pt | G  | V  | N  | P  | GF | GS | DR  |
|  | ---- | ---------------------- | -- | -- | -- | -- | -- | -- | -- | --- |
|  | 1.   | Bokelj                 | 66 | 33 | 19 | 9  | 5  | 43 | 12 | +31 |
|  | 2.   | Berane                 | 57 | 33 | 17 | 6  | 10 | 56 | 37 | +19 |
|  | 3.   | Jezero                 | 56 | 33 | 15 | 11 | 7  | 39 | 27 | +12 |
|  | 4.   | Zora                   | 51 | 33 | 14 | 9  | 10 | 34 | 35 | −1  |
|  | 5.   | Arsenal Tivat          | 46 | 33 | 13 | 7  | 13 | 37 | 44 | −7  |
|  | 6.   | Kom                    | 44 | 33 | 13 | 5  | 15 | 38 | 38 | 0   |
|  | 7.   | Cetinje                | 42 | 33 | 12 | 6  | 15 | 42 | 53 | −11 |
|  | 8.   | Jedinstvo Bijelo Polje | 40 | 33 | 11 | 7  | 15 | 36 | 43 | −7  |
|  | 9.   | Igalo                  | 39 | 33 | 10 | 9  | 14 | 35 | 31 | +4  |
|  | 10.  | Ibar                   | 39 | 33 | 11 | 6  | 16 | 27 | 42 | −15 |
|  | 11.  | Bratstvo               | 37 | 33 | 8  | 13 | 12 | 37 | 42 | −5  |
|  | 12.  | Zabjelo                | 29 | 33 | 7  | 8  | 18 | 33 | 53 | −20 |

Legenda:
      Promosso in 1.CFL 2014-2015.
  Partecipa agli spareggi-promozione.
      Retrocesso in 3.CFL.
Regolamento:
Tre punti a vittoria, uno a pareggio, zero a sconfitta.
Note:
A causa della mancata iscrizione di Zora e Čelik Nikšić alla stagione successiva, Bratstvo e Zabjelo vengono ripescate.

## Risultati
|           | Ars     | Ber     | Bok     | Bra     | Cet     | Iba     | Iga     | Jed     | Jez     | Kom     | Zab     | Zor     |
| --------- | ------- | ------- | ------- | ------- | ------- | ------- | ------- | ------- | ------- | ------- | ------- | ------- |
| Arsenal   | ––––    | 1:3     | 0:2     | 1:1     | 4:1     | 0:1 1:0 | 0:4     | 2:1     | 0:0 1:2 | 2:0 2:1 | 0:1 0:0 | 2:0 2:3 |
| Berane    | 3:0 1:1 | ––––    | 1:0     | 2:2     | 3:2     | 3:0 1:1 | 4:2     | 1:3     | 1:0     | 1:3 0:3 | 6:0 2:0 | 2:0 0:1 |
| Bokelj    | 2:0     | 4:0     | ––––    | 0:0     | 0:0     | 2:0 3:0 | 1:0     | 0:1     | 0:0     | 1:0 4:0 | 0:0 1:0 | 0:0     |
| Bratstvo  | 0:1 0:4 | 2:3 0:2 | 0:1 0:0 | ––––    | 2:3     | 0:2     | 1:1     | 4:1     | 1:0 1:1 | 3:2     | 2:2     | 1:2 1:0 |
| Cetinje   | 1:2 3:0 | 3:0 0:3 | 0:4 1:4 | 0:1     | ––––    | 2:0     | 1:0 0:3 | 3:1 0:1 | 0:1     | 3:2     | 2:1     | 1:1     |
| Ibar      | 5:2     | 0:3     | 1:0     | 2:0 1:4 | 0:2 1:2 | ––––    | 0:0 0:1 | 0:0 1:0 | 1:3 0:2 | 1:0 1:2 | 1:0     | 0:1 0:0 |
| Igalo     | 1:2 1:1 | 0:1 0:0 | 0:1     | 1:1 0:1 | 3:0     | 2:0     | ––––    | 2:0     | 0:1     | 0:2 2:0 | 2:0 2:5 | 0:1     |
| Jedinstvo | 0:2 0:1 | 0:3 2:0 | 1:1 2:4 | 0:0 1:0 | 4:1     | 1:2     | 1:0 1:2 | ––––    | 1:1     | 0:1 3:0 | 3:1     | 1:1     |
| Jezero    | 3:0     | 2:2 1:2 | 0:1     | 1:1     | 2:2 1:4 | 1:1     | 1:1     | 0:1 1:1 | ––––    | 2:0     | 2:0     | 2:1     |
| Kom       | 1:1     | 1:0     | 1:0     | 1:1     | 0:0 1:1 | 2:0 0:1 | 3:0 1:1 | 3:0     | 1:2 0:1 | ––––    | 2:0 3:0 | 2:0 0:1 |
| Zabjelo   | 1:2     | 1:1     | 0:2     | 1:0 1:1 | 2:0 0:0 | 0:0 1:3 | 0:0     | 4:1 1:4 | 0:1     | 3:1     | ––––    | 2:5 5:0 |
| Zora      | 0:0     | 2:1     | 1:1 0:0 | 1:3     | 1:2 2:0 | 1:2     | 2:1 1:1 | 0:0 1:0 | 0:1 1:0 | 0:2     | 3:1     | ––––    |

## Spareggi
Penultima e terzultima della prima divisione sfidano seconda e terza della seconda divisione per due posti in Prva crnogorska fudbalska liga 2014-2015. Il Berane ha conquistato la promozione.